# Grau de Maury
Pour les articles homonymes, voir Maury.
Le Grau de Maury (en catalan Graus de Maurí) est un col de montagne du massif des Corbières, dans le département français de l'Aude (RD 123), tout près de la limite avec les Pyrénées-Orientales (RD 19).

## Toponymie
Le terme catalan grau, au pluriel graus, issu du latin gradus, désigne dans la région la plupart du temps un passage en escalier le long d'une pente abrupte. Les graus de Maurí indiquent donc une succession d'« escaliers » en provenance de Maury en direction du col. Le terme, à l'origine au pluriel en catalan, est passé au singulier en français.

## Géographie

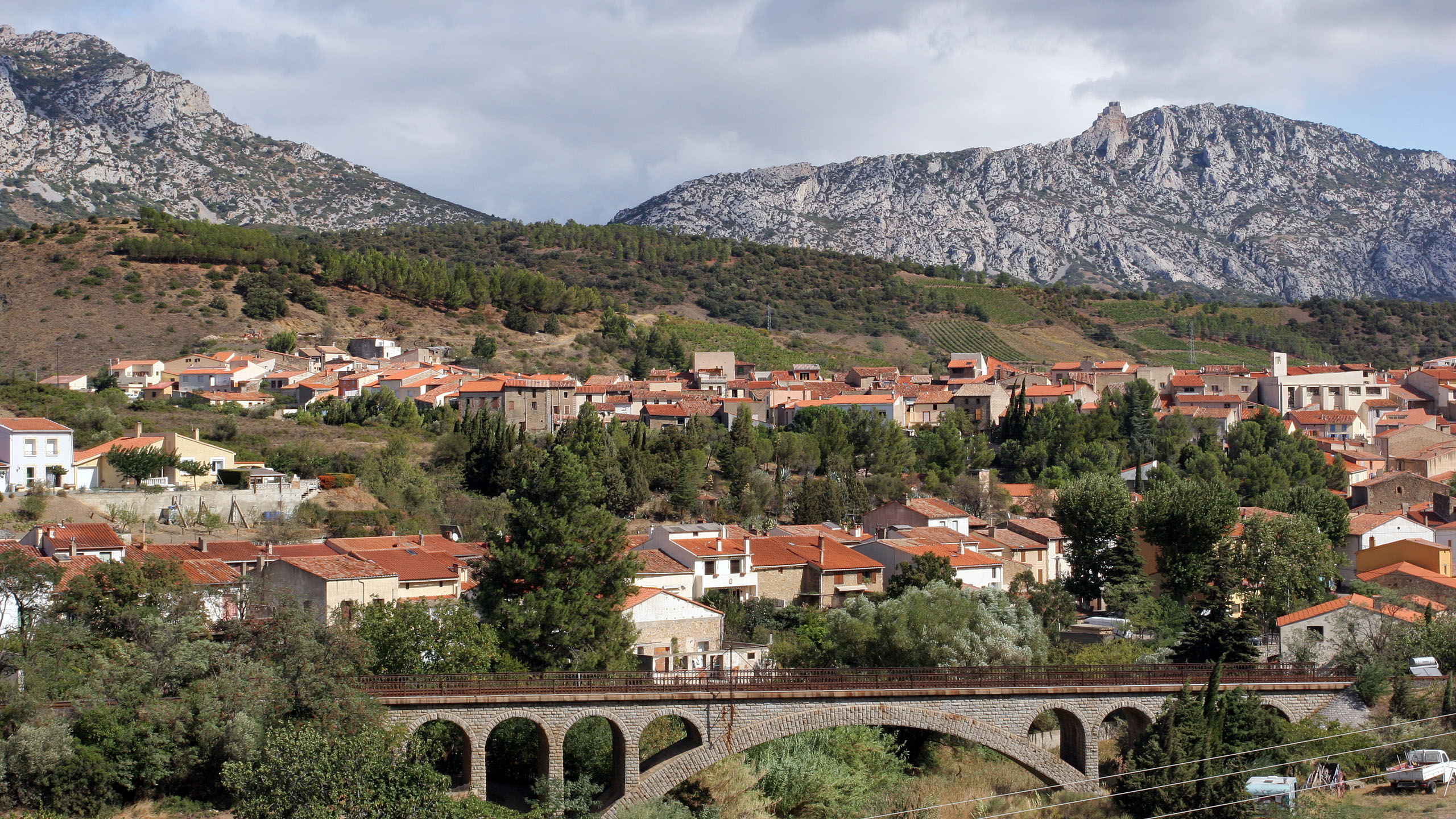
Maury et au loin le château de Quéribus et le Grau de Maury

D'une altitude de 433 mètres, le Grau de Maury se trouve sur le territoire de la commune de Cucugnan dans l'Aude, la limite départementale passant à une centaine de mètres plus au sud. Cette particularité permet au château de Quéribus de se trouver entièrement en territoire audois. Le versant méridional appartient à la commune de Maury dans les Pyrénées-Orientales et débouche sur la vallée fossile de Maury.
Il est situé à la limite sud du massif des Corbières.

## Histoire
L'histoire du Grau de Maury est étroitement liée au château de Quéribus qui le contrôle.
Ce site, qui est protégé depuis 1943, offre un point de vue panoramique sur le Fenouillèdes et les Corbières.
L'inscription du Grau de Maury aux sites naturels a été abrogée au profit du classement en 2017 du site du « Puech de Bugarach et de la crête nord du synclinal du Fenouillèdes » englobant ce grau.